# Chromadorissa strandi
Chromadorissa strandi is een rondwormensoort uit de familie van de Chromadoridae. De wetenschappelijke naam van de soort is voor het eerst geldig gepubliceerd in 1928 door Kreis.